# Triazolobenzodiazépine
Les triazolobenzodiazépines (TBZD) sont une classe de médicaments pharmaceutiques dérivés des benzodiazépines. Chimiquement, elles diffèrent des autres benzodiazépines par la présence d'un cycle triazole.

## Triazolobenzodiazépines existantes

Estazolam

Adinazolam

Deschloroétizolam

Pyrazolam

Flubromazolam

Étizolam

Clonazolam

- Alprazolam

- Triazolam

- Estazolam

- Adinazolam

- Deschloroétizolam

- Pyrazolam

- Flubromazolam

- Étizolam

- Clonazolam

## Triazolobenzodiazépines hypothétiques

Fluclorazolam

Flunitrazolam

Nitrazolam

Bromazolam

- Fluclorazolam

- Flunitrazolam

- Nitrazolam

- Bromazolam